# マハラジャ・ジャングル・トレック
マハラジャ・ジャングル・トレック(Maharajah Jungle Trek)はディズニーパークにあるウォークスルータイプのアトラクションである。ディズニー・アニマル・キングダムのアジアエリアに位置している。

## 存在するパーク
- ディズニー・アニマル・キングダム (ウォルト・ディズニー・ワールド・リゾート)

## 概要
| マハラジャ・ジャングル・トレック Maharajah Jungle Trek | マハラジャ・ジャングル・トレック Maharajah Jungle Trek | マハラジャ・ジャングル・トレック Maharajah Jungle Trek | マハラジャ・ジャングル・トレック Maharajah Jungle Trek |
| ------------------------------------------------------ | ------------------------------------------------------ | ------------------------------------------------------ | ------------------------------------------------------ |
| マハラジャ・ジャングル・トレック                       |                                                        |                                                        |                                                        |
| オープン日                                             | オープン日                                             | 1999年3月31日                                          | 1999年3月31日                                          |
| スポンサー                                             | スポンサー                                             | なし                                                   | なし                                                   |
| 利用制限                                               |                                                        | なし                                                   | なし                                                   |
| ファストパス                                           | ファストパス                                           |                                                        | 対象外                                                 |
| シングルライダー                                       | シングルライダー                                       |                                                        | 対象外                                                 |

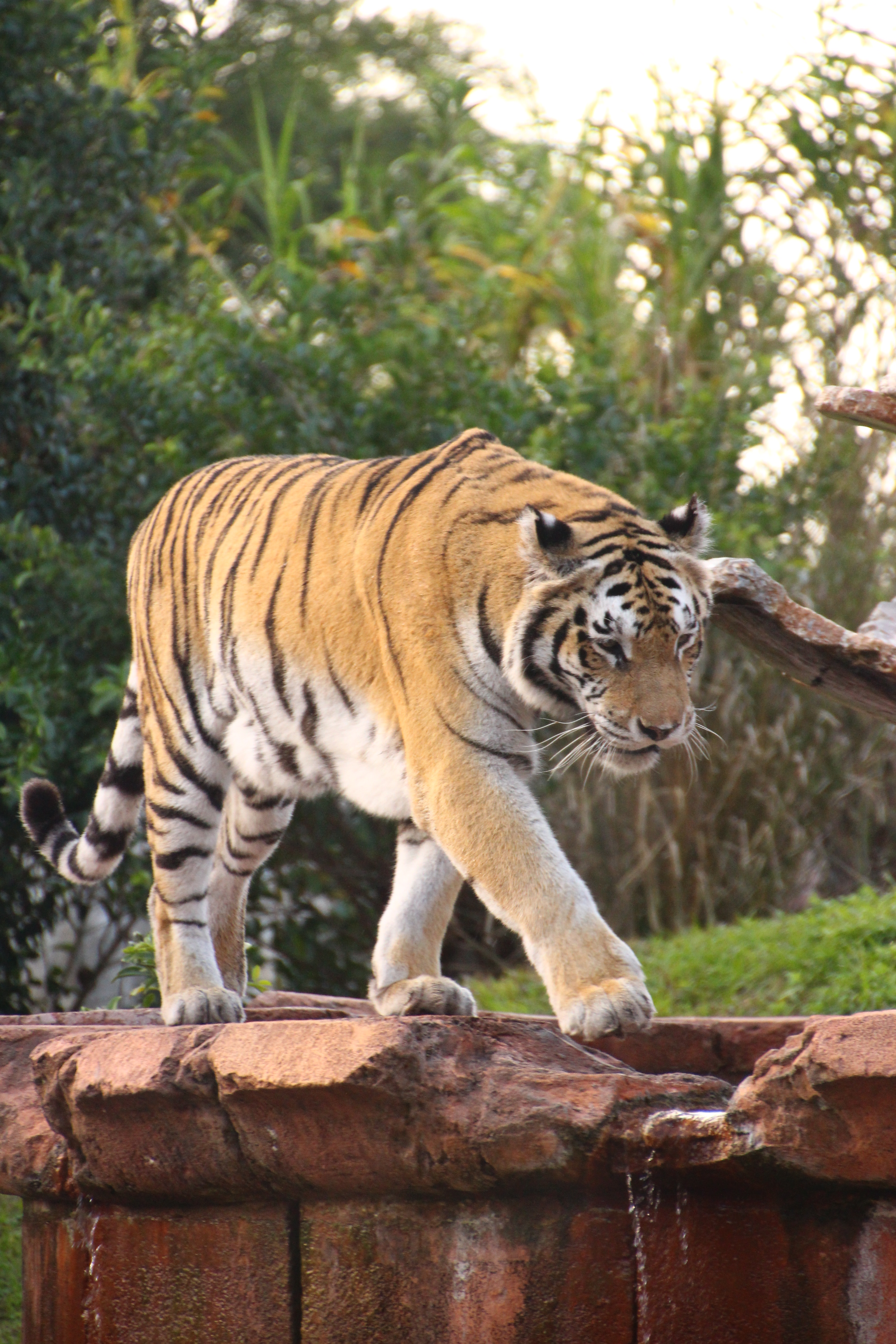
トラ

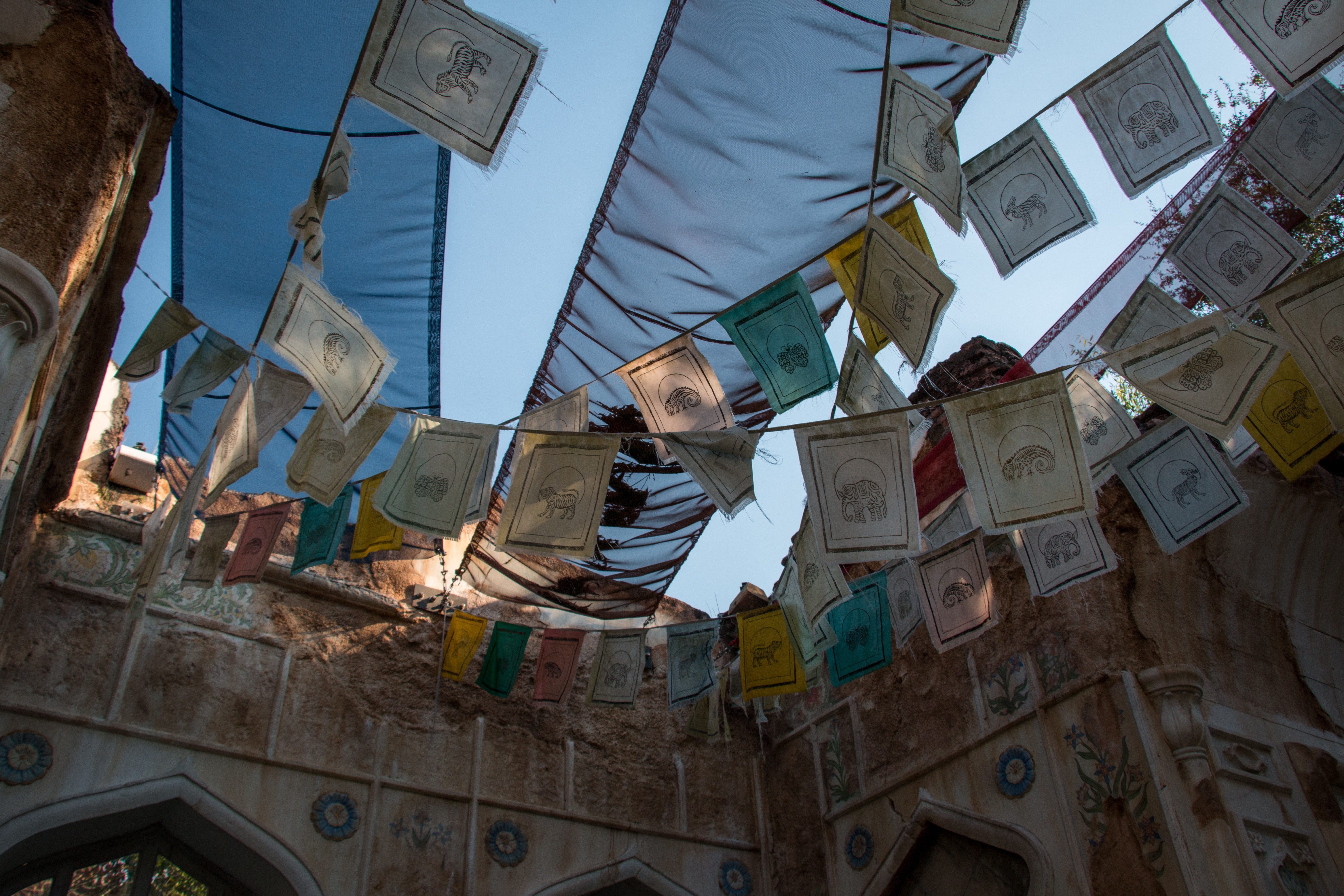
ジャングルの中の荒廃した宮殿を模した通路

ディズニー・アニマル・キングダムのアジアエリアに位置するウォークスルータイプのアトラクション。ウォルト・ディズニー・アトラクションズ(ディズニー・パークス・エクスペリエンス・プロダクツ)が設計した。
東南アジアの王国「アナンダプール」のマハラジャがかつてトラなどの獲物の狩場としていた熱帯雨林を自然保護区とした設定である。朽ちた宮殿を模したトレイルでは、トラやコモドドラゴンなどのアジアの生物を見ることができる。

## 観察できる主な動物
| - トラ - コモドドラゴン - シシオザル - インドオオコウモリ - ブラックバック - アジアスイギュウ | - ターミンジカ - マクジャク - インドガン - オウギバト - キンケイ |

- 以前はマレーバクを飼育していたが2010年に個体が死亡したため飼育していない[2]。

## トリビア
- イマジニアのジョー・ロードによるとアトラクション内の壁画にはバリ島で彫られた森林破壊をテーマにした石造りのものもある[3]。

## ギャラリー

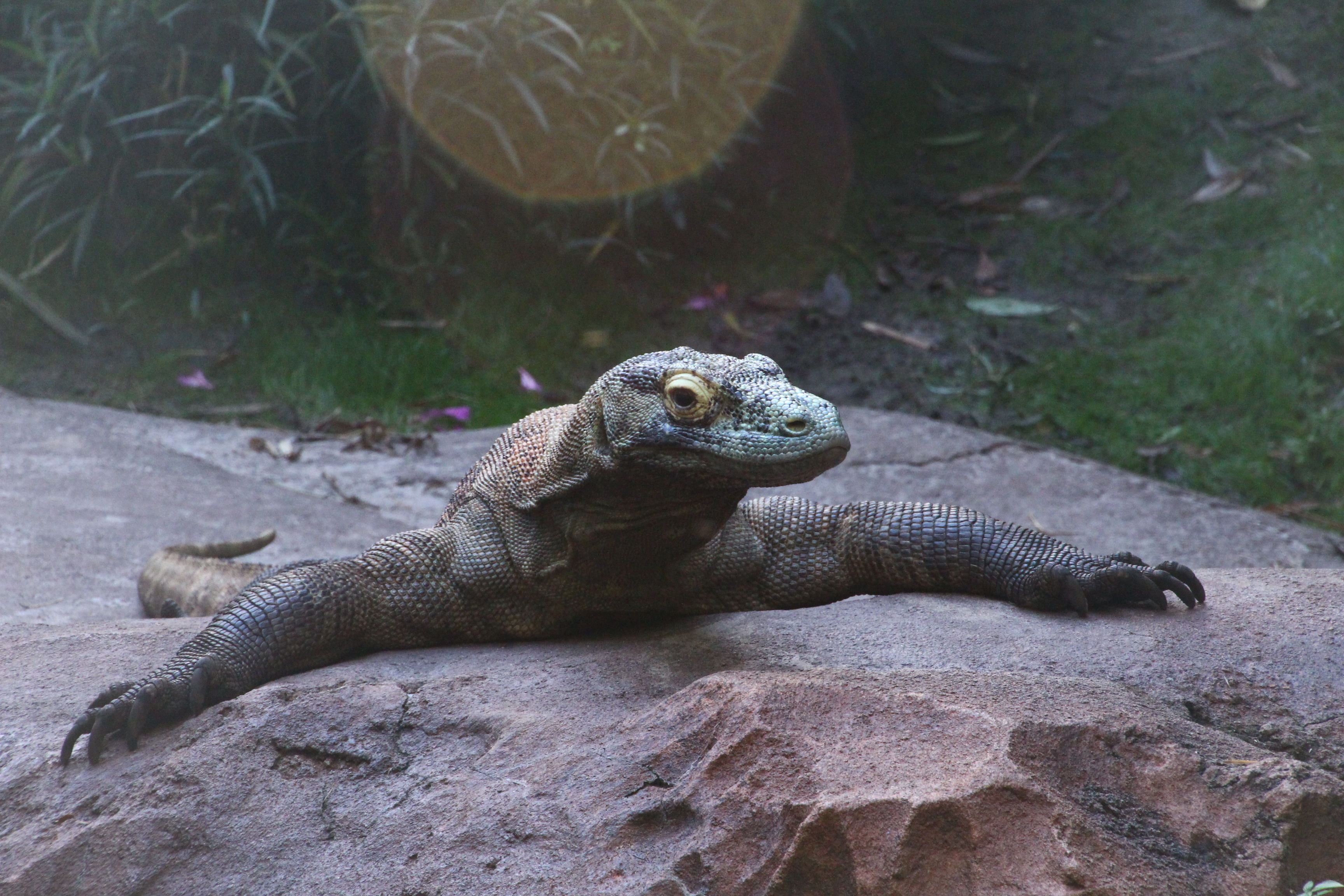
コモドドラゴン
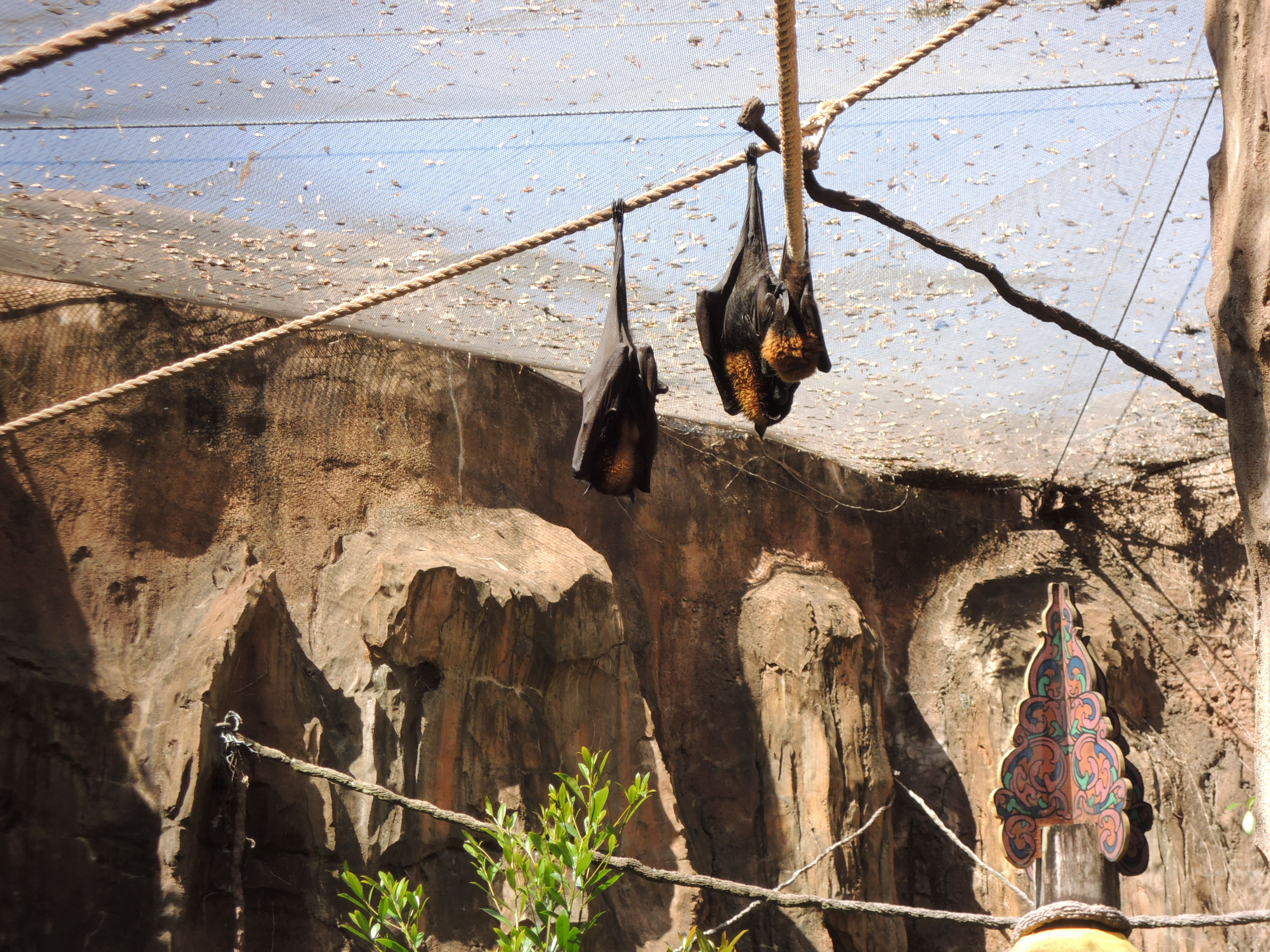
オオコウモリ
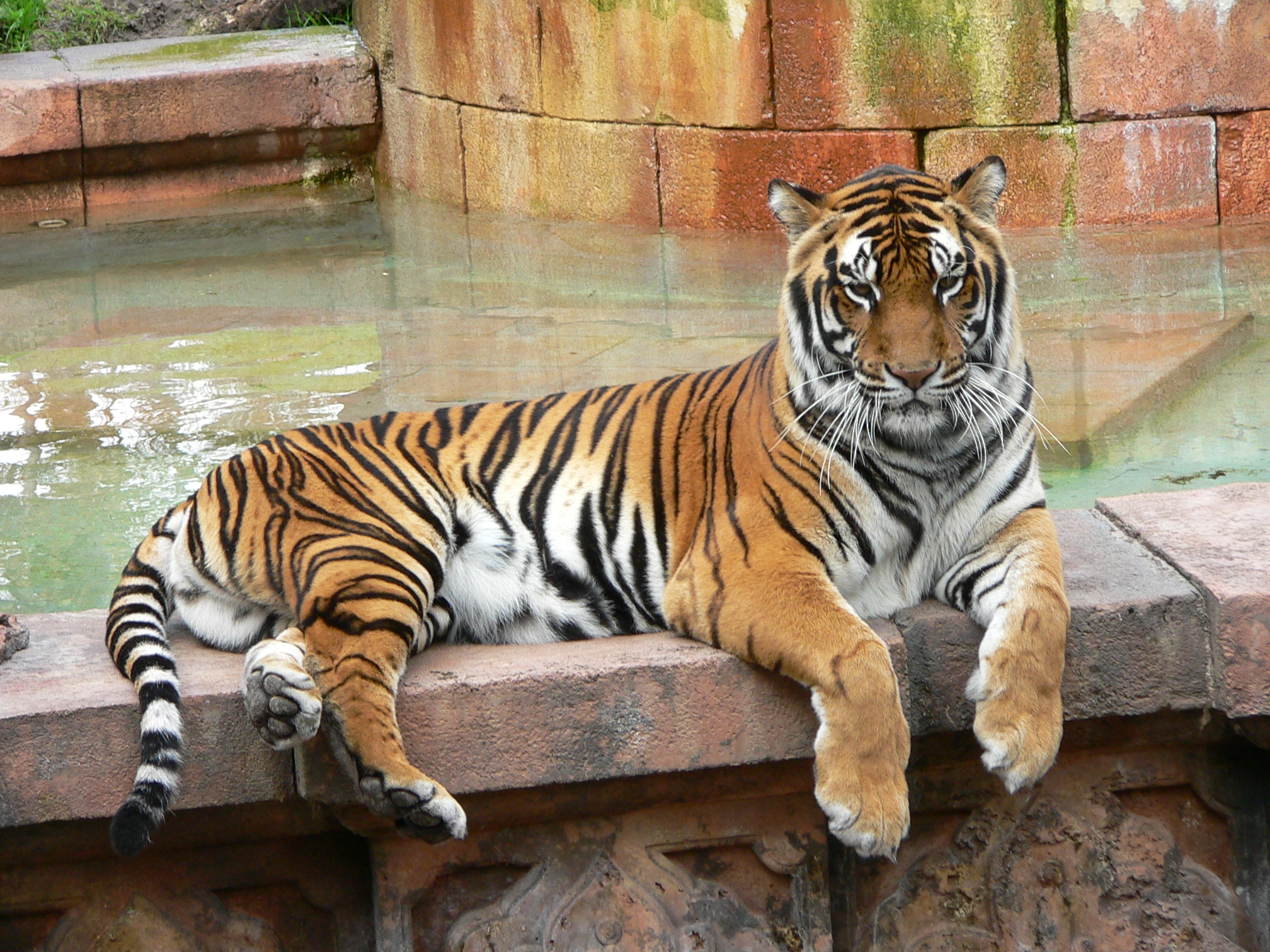
トラ
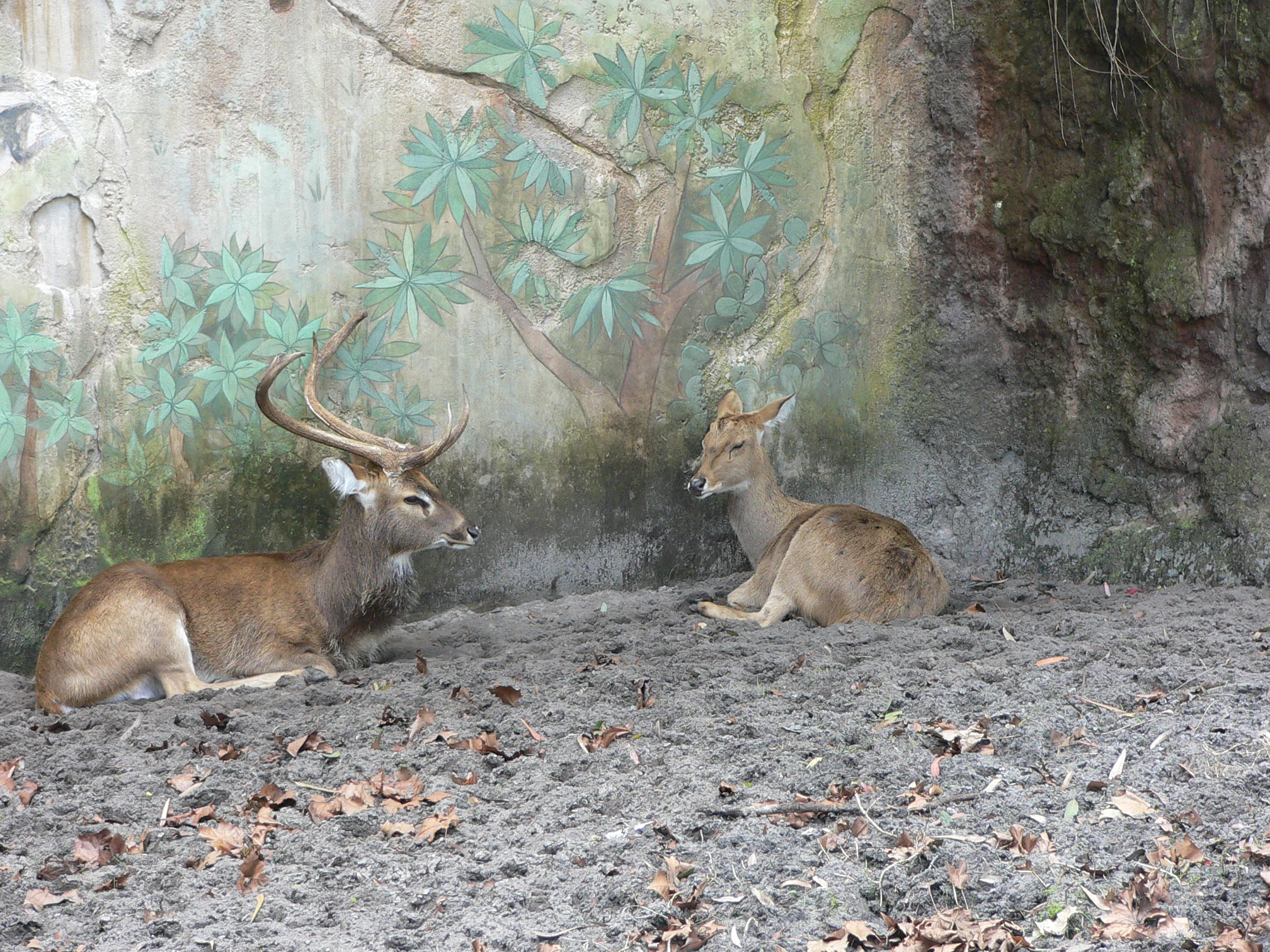
ターミンジカ
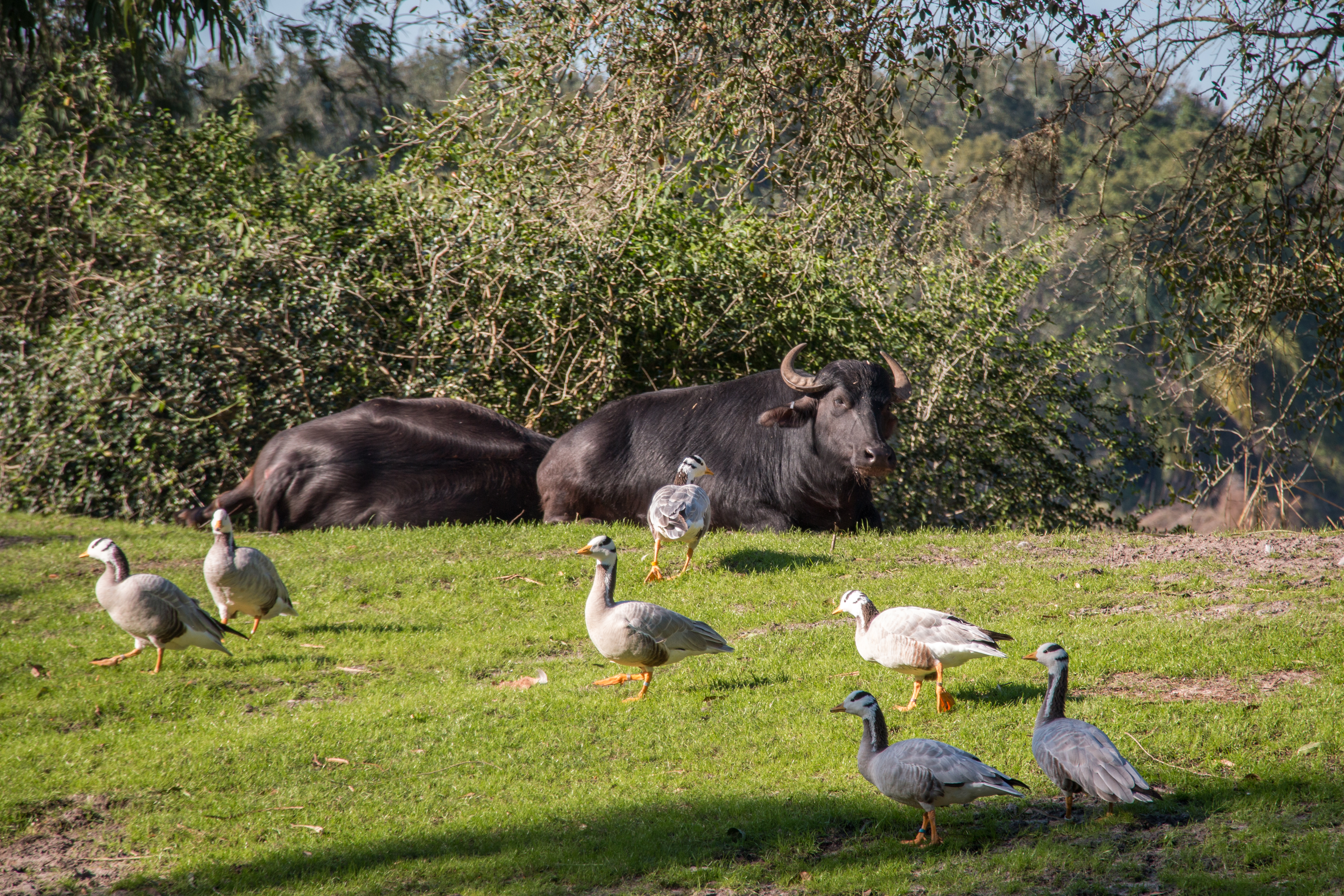
インドガンとスイギュウ
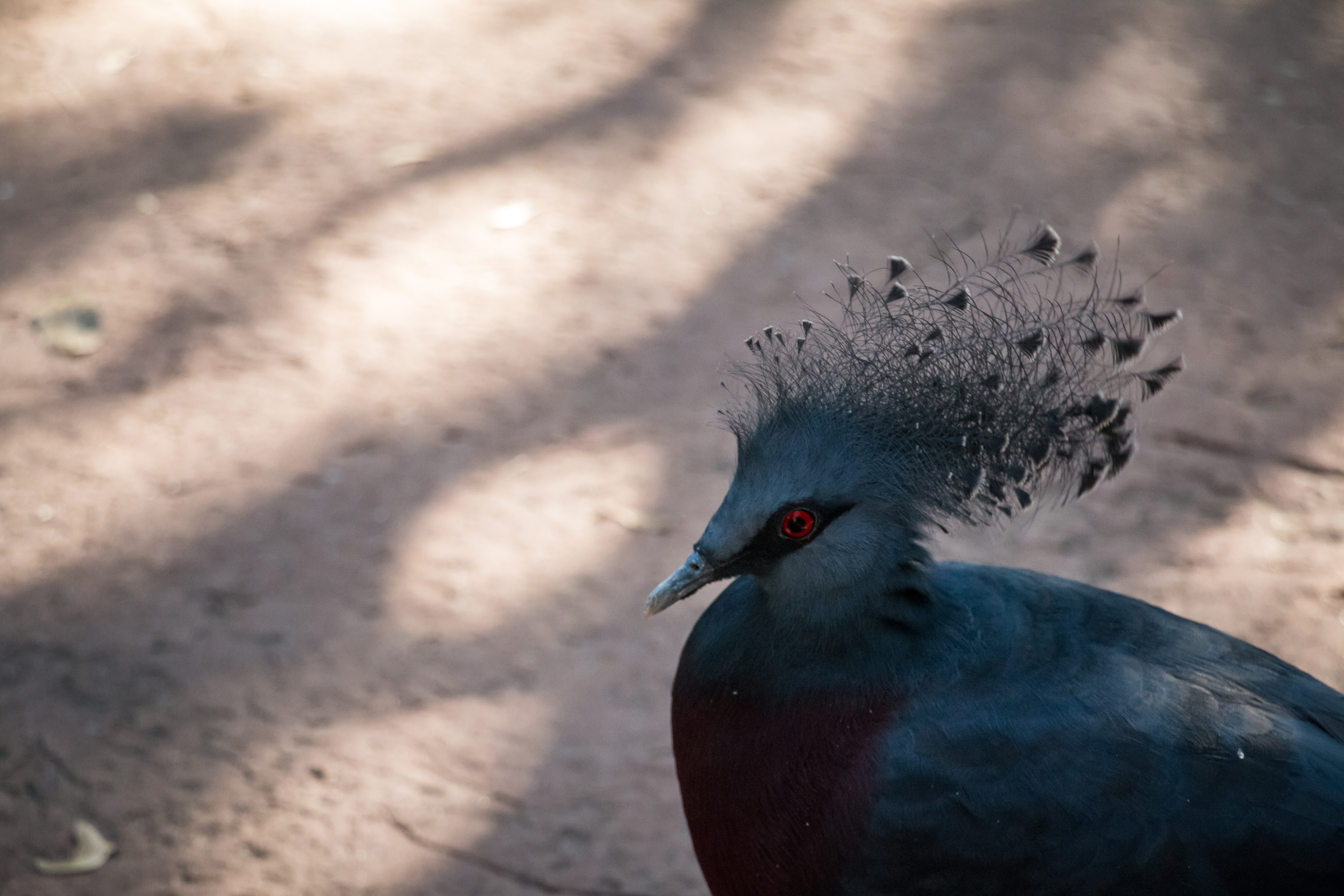
カンムリバト